# David Hammerstein Mintz

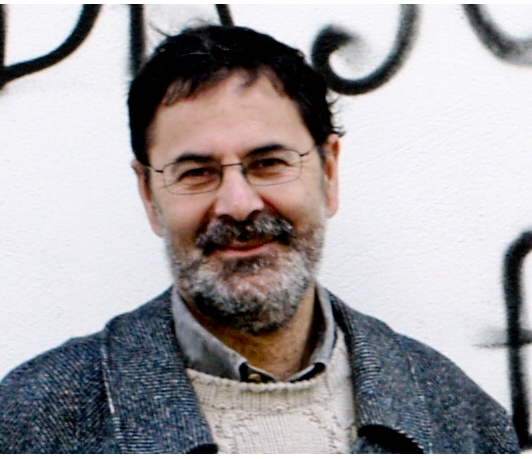
David Hammerstein

David Hammerstein Mintz (* 23. September 1955 in Los Angeles) ist ein spanischer Politiker (Los Verdes).
Hammerstein Mintz machte den Hochschulabschluss in Soziologie an der Universität Kalifornien und arbeitete danach als Gymnasiallehrer für Naturalwirtschaft und Geographie in Godella und als Umweltberater. Von 1998 bis 2003 war er Sprecher der spanischen Grünen in der Valencianischen Gemeinschaft, von 2000 bis 2004 war er internationaler Sprecher der Grünen sowie spanischer Vertreter der Europäischen Grünen Partei. Von 2004 bis 2009 gehörte er dem Europäischen Parlament an.